# 國際象棋開局百科
國際象棋開局百科（Encyclopaedia of Chess Openings），簡稱ECO，是《国际象棋通报》自1966年開始推出，以代码表示的國際象棋開局分類的編目索引，把所有开局分为A、B、C、D、E五大类，每一类又下分为00-99，共一百個小類，例如C89是西班牙开局马歇尔弃兵。广泛运用在各种电脑软件與國際象棋棋書。